# Dorymenia sarsii
Dorymenia sarsii is een Solenogastressoort uit de familie van de Proneomeniidae. De wetenschappelijke naam van de soort is voor het eerst geldig gepubliceerd in 1877 door Koren & Danielssen.